# Johann Christian Lobe

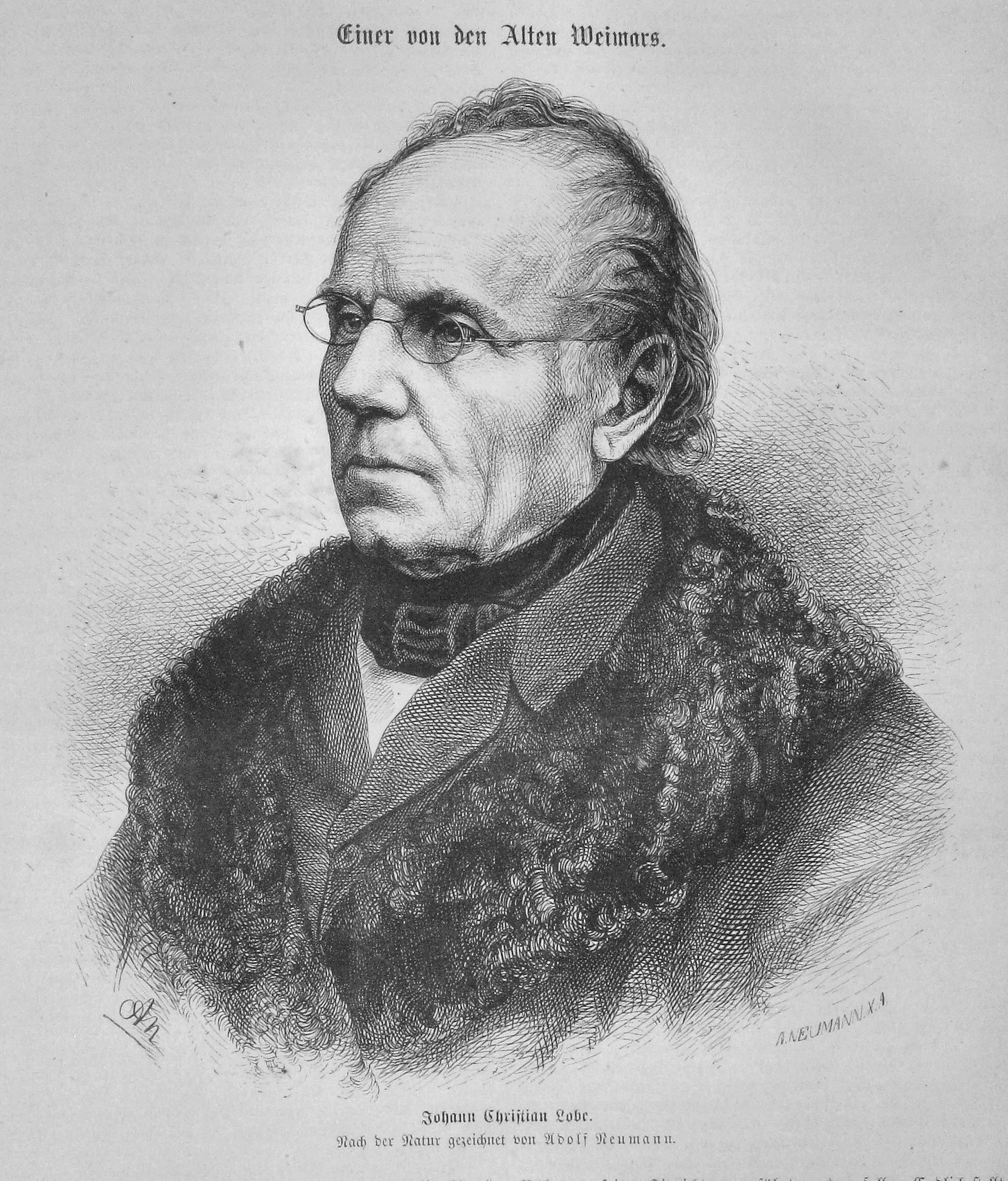
Johann Christian Lobe

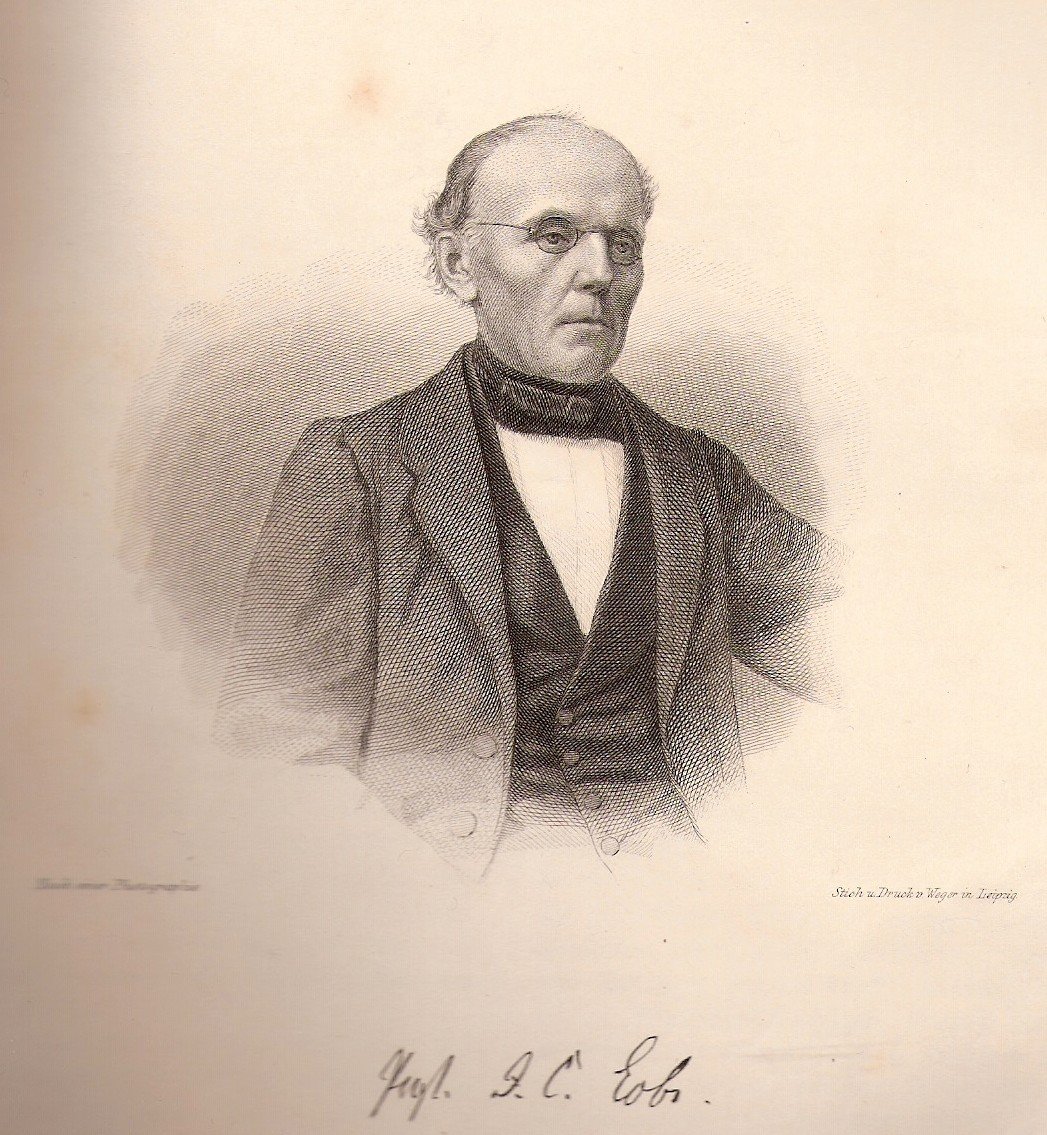
Johann Christian Lobe 1863

Johann Christian Lobe (* 30. Mai 1797 in Weimar; † 27. Juli 1881 in Leipzig) war ein deutscher Komponist und Musiktheoretiker.

## Leben
Lobe wuchs in Weimar auf und erlernte autodidaktisch Violine zu spielen. In den Jahren 1804 bis 1811 besuchte er das Wilhelm-Ernst-Gymnasium Weimar. Ab 1810 spielte er Violine an einer Weimarer Kirche und 1811 Flötist später Bratschist der Weimarer Hofkapelle vervollständigte er 1821 seine erste Komposition, die Oper Wittekind. In den folgenden Jahren komponierte Lobe weitere Opern, u. a. Die Flibustier (1830) und Die Fürstin von Granada (1833) sowie einige Orchesterstücke. 1842 wurde er zum Professor in Weimar ernannt, leitete er 1842/46 in Weimar ein eigenes Musikinstitut, zog aber 1846 nach Leipzig um, wo er als Musikkritiker und Kompositionslehrer wirkte. 1846/1848 war Lobe, Johann Christian Redakteur der »Leipziger Allgemeinen Musikzeitung«. Seine bekannteste Schrift ist das Lehrbuch der musikalischen Komposition, das zwischen 1850 und 1867 entstanden ist. 
 
Sein Enkelsohn Adolf Lobe aus einem Bankiershaushalt wurde Jurist und Politiker.

## Werke (Auswahl)
- Lehrbuch der musikalischen Komposition (1850–1867)
- Musikalische Briefe. Wahrheit über Tonkunst und Tonkunstler. Von einem Wohlbekannten. Baumgärtner, Leipzig 1852 (Digitalisat)
- Katechismus der Musik (1853–1857)
- Fliegende Blätter für Musik (1853–1857)
- Aus dem Leben eines Musikers. J. J. Weber, Leipzig 1859 (Digitalisat)
- Vereinfachte Harmonielehre (1861)
- Ein Quartett bei Goethe. In: Die Gartenlaube. Heft 1, 1867, S. 4–8 (Volltext [Wikisource]).
- Konsonanzen und Dissonanzen (1869)
- Katechismus der Kompositionslehre (1882)